# Брауліо Родрігес Пласа
Брауліо Родрігес Плаза (ісп. Braulio Rodríguez Plaza; нар. 24 січня 1944, Альдеа-дель-Фресно, Іспанія) — іспанський прелат. Єпископ Осма-Сорії з 6 листопада 1987 по 12 травня 1995. Єпископ Саламанки з 12 травня 1995 по 28 серпня 2002. Архієпископ Вальядоліда з 28 серпня 2002 по 16 квітня 2009.